# Daintreeola grovei
Daintreeola grovei är en skalbaggsart som beskrevs av Henry Fuller Howden och Ross Storey 2000. Daintreeola grovei ingår i släktet Daintreeola och familjen Aphodiidae. Inga underarter finns listade i Catalogue of Life.